# Вогневі роботи
Вогневі́ робо́ти — виробничі операції, пов'язані із застосуванням відкритого вогню, іскроутворенням або нагріванням деталей до температур, здатних викликати спалахування матеріалів і конструкцій (газове зварювання, плазмене зварювання, газова різка, електродугове зварювання, паяння, механічна обробка металу з виділенням іскр тощо).